# Critica religiei
Critica religiei este critica validității, conceptelor și/sau practicilor religiei, inclusiv a implicațiilor politice și sociale asociate cu aceasta.
Critica religioasă are o istorie îndelungată, datând încă din secolul 5 î.e.n în Grecia antică, cu Diagoras „ateul” din Melos și secolul 1 î.e.n în Roma, cu „De Rerum Natura” scrisă de Titus Lucretius Carus și continuând până în prezent cu afirmarea noului ateism, reprezentat de autori și jurnaliști precum Sam Harris, Daniel C. Dennett, Richard Dawkins, Victor J. Stenger și Christopher Hitchens. 
Alternativ, „critica religioasă” a fost utilizată de criticul literar Harold Bloom pentru a descrie tipul discuției religioase care este secular sau separat de religie, dar nu este inerent anti-religie.
Criticii consideră că religia este depășită, dăunătoare individului (îndoctrinarea copiilor, vindecarea prin credință, circumcizia), dăunătoare societății (războaie sfinte, terorism, risipa resurselor), împiedică progresul științific și încurajează acțiunile imorale (cum ar fi jertfa de sânge, discriminarea împotriva homosexualilor și femeilor).

## Istorie
În secolul 1 î.e.n, poetul roman Titus Lucretius Carus își expune concepția în magnum opus „De Rerum Natura”. Epicureanul Lucretius considera că lumea era compusă numai din materie și vid și că toate fenomenele pot fi înțelese ca fiind rezultatul unor cauze pur naturale. Lucretius, ca și Epicur, era de părere că religia s-a născut din frică și ignoranță și că înțelegerea lumii naturale ar elibera oamenii din lanțurile sale.
Niccolò Machiavelli spunea la începutul secolului XVI: „Noi italienii suntem ireligioși și corupți mai presus de oricine... pentru că biserica și reprezentanții ei ne-au dat cel mai rău exemplu.” Pentru Machiavelli religia era doar o simplă unealtă, utilă unui conducător dornic de a manipula opinia publică.
Scriind în 1776 despre romanii antici, Edward Gibbon spunea: „Diferitele moduri de venerare preponderente în lumea romană erau considerate de către popor ca fiind la fel de adevărate; de către filozof ca fiind la fel de false; și de către magistrat ca fiind la fel de utile.”
Deismul a devenit proeminent în secolele 17 șî 18, în timpul iluminismului, în special în Regatul Unit, Franța, și Statele Unite, cu predilecție printre cei crescuți drept creștini, care au găsit că nu pot crede în doctrina Trinității, divinitatea lui Iisus, miracole sau inerența bibliei și a scripturilor, dar care credeau într-un zeu. Inițial nu s-au format congregații, însă în timp deismul a influențat puternic alte gurpări religioase, cum ar fi unitarianismul și universalismul, care s-au dezvoltat din acesta. Continuă până în prezent sub forma deismului clasic și a deismului modern.
Interesul și controversele cu privire la critica religiei au crescut în secolul 21 datorită răspândirii așa-numitului ateism nou.

## Critici aduse conceptelor religioase

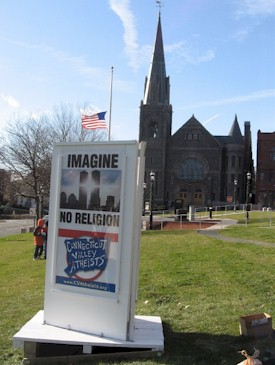
Un semn care critică religia și atrage atenția asupra atentatelor din 11 seprembrie 2001, al Connecticut Valley Atheists în Parcul Central din Rockville, Vernon, Connecticut, în decembrie 2007. Grupul a emis o declarație de presă explicativă, afirmând că: „În mod cert, 9/11 este opera unor fanatici. Orișicum, suntem de părere că religia, chiar si în doze moderate, oferă o fundație pentru propășirea grupărilor fanatice.”

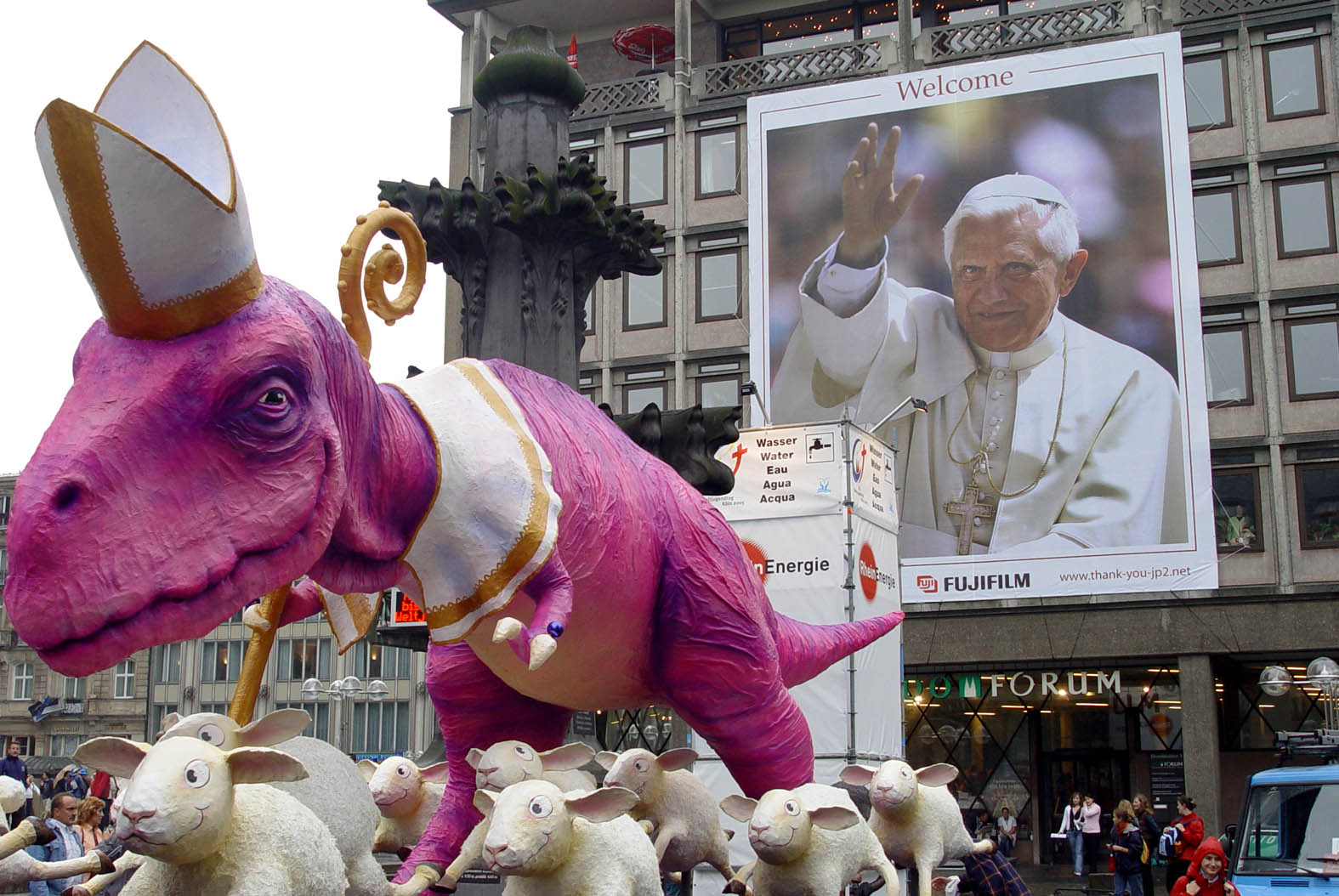
Un dinozaur conducând oi, Köln, august 2005

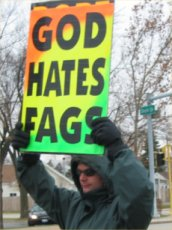

Una dintre criticile majore aduse multor religii este că acestea necesită credințe care sunt iraționale, neștiințifice sau nerezonabile. Cu alte cuvinte, credințelor religioase și tradițiilor le lipsesc fundațiile științifice sau raționale. Există aspecte multiple ale acestor critici, incluzând:  
- Religiile postulează adesea fapte care sunt contrazise de dovezile științifice (evoluția, originea universului); spre exemplu, afirmația că rugăciunea are un efect benefic asupra altora a fost testată și infirmată.[8]
- Religiile necesită adesea comportamente nerezonabile (cum ar fi interdicția din Vechiul Testament de a purta haine din materiale mixte sau pedepsirea copiilor din părinți vinovați).[9]
- Religiile și cărțile lor sfinte conțin reguli și legi concepute pentru a guverna comportamentul și conduita - unele dintre ele în cadrul aceleiași religii — contradictorii sau imposibil de urmat.[necesită citare]
- Religiile și cărțile lor sfinte conțin adesea fapte și istorii contradictorii.[10][11][12]
- Religiile au susținut adevărul unor povești ce conțin elemente ce nu pot fi distinse de povești sau superstiție (cum ar fi astrologia sau Moș Crăciun).[necesită citare]
- Religiile nu se pot adapta unei lumi în schimbare și învățăturile lor sunt depășite în comparație cu morala occidentală modernă, cum ar fi normele prvind anumite diete - spre exemplu, interdicția de a consuma carne de porc sau crustacee în Tora avea sens acum câteva mii de ani, când anumite animale erau adesea infestate cu paraziți. Cu toate acestea, o asemenea interdicție în prezent poate fi considerată ilogică, calitatea și siguranța alimentelor fiind îmbunătățite.[necesită citare]

Religiile au promovat fapte și istorii care sunt contrazise de știință. Acestea formează adesea bazele controverselor de anvergură, cum ar fi procesul lui Galileo pentru presupusa lui erezie - că pământul se rotește în jurul soarelui. Originea Pământului sau a universului este adesea descrisă de cărțile sfinte sub forma mitului creației, contrazis de teoriile științifice ale cosmologiei. Originea speciei umane, sub forma în care este prezentată de multe secte creștine, este contrazisă de teoria științifică a evoluției prin selecție naturală. În alte cazuri, religiile fac aserțiuni cu privire la existența factuală a unor fenomene precum miracolele și îngerii, care nu sunt neapărat contrazise de către știință, dar care au puțin sau nu au deloc sprijin științific.
Adepți ai religiei, cum ar fi notabilul apologet creștin C. S. Lewis, contracarează aceste argumente sugerând că toate religiile, prin definiție, implică credință, sau o credință în concepte ce nu pot fi dovedite sau infirmate de către știință. Cu toate acestea, unele credințe religioase au fost infirmate de știință, cum ar fi Creaționismul „Pământului tânăr”. Omul de știință Stephen Jay Gould a căzut de acord cu C. S. Lewis și a sugerat că religia și știința sunt domenii distincte nesuprapuse (NOMA). Omul de știință Richard Dawkins a spus că practicanții religiei adesea nu cred în ideea de separare între cele două. Dawkins argumentează că oricând o persoana religioasă susține că un anumit eveniment (e.g. busculada de la Love Parade este o pedeapsă de la Dumnezeu, sau că a fost ajutată sau recompensată de Dumnezeu pentru actiunile sale („mulțumesc lui Dumnezeu”), ideea de NOMA este încălcată. Pentru ca NOMA să funcționeze, Dawkins susține că ființa supranaturală în cauză nu trebuie să aibă vreun efect asupra vieților fizice ale oamenilor și că doar pretențiile ce privesc viața de apoi sunt permise.

### Pretenții contradictorii cu privire la „singura credință adevărată”
Unii critici ai religiei discută multiplicitatea religiilor care susțin că sunt singura credință adevărată, cum ar fi romano-catolicismul, mormonismul sau creștinismul evanghelic. Criticii arată că atunci când două sau mai multe religii susțin că sunt singura credință validă, logica dictează că pretențiile tuturor în afară de una singură ar trebui să fie greșite. Ateul Stephen Roberts ilustrează acest principiu după cum urmează:
| “ | Eu susțin că suntem amândoi atei. Doar că eu cred într-un zeu mai puțin decât tine. Când înțelegi de ce nu crezi în toți ceilalți zei posibili, vei înțelege de ce eu nu cred în al tău. | ” |

Studii statistice din Statele Unite indică faptul că mulți oameni își schimbă afilierea religioasă în timp. Cei fără afiliere religioasă sunt grupul care crește cel mai repede. Cu toate acestea, grupul cu pricina are o rată de retenție relativ scăzută (46%), comparativ cu alte grupuri. Aceste date sugerează că un număr semnificativ de oameni nu cred în mod constant că o singură credință este adevărată în mod unic.

### Lipsa permanenței
Critici cum sunt Opsopaus și Hitchens citează ceea ce descriu ei ca fiind religii învechite - religii ce nu mai au susținători activi - ca dovadă că religiile nu sunt veșnice, precum susțin acestea. Printre religiile demodate discutate de critici se numără și mitologia greacă, millerismul, mitologia romană, Sabbatai Zevi și mitologia nordică. Scurta operă „Zeița Siriană” scrisă de autorul antic Lucian din Samosata oferă o multitudine de exemple ale religiilor odată înfloritoare, care au dispărut în timp.

## Explicații având origine non-divină

### Construct social
Unii dintre criticii religiei, printre care se numără și Dennett, Harris și Hitchens, afirmă că religiile teiste și cărțile lor sfinte nu sunt de inspirație divină, acestea fiind în fapt fabricații ale unor ființe umane non-divine și create cu scopul de a satisface nevoi sociale, biologice sau politice. Asemenea critici tratează religia drept un construct social și astfel, doar ca pe o altă ideologie umană. Conform acestui punct de vedere, orginile religiei se regăsesc în ființele și societățile umane și nu în intervenția vreunei ființe divine sau a vreunui adevăr cosmic. În consecință, veridicitatea istorică a evenimentelor religioase este supusă la îndoielii.

### Narațiuni pentru a oferi confort și sens

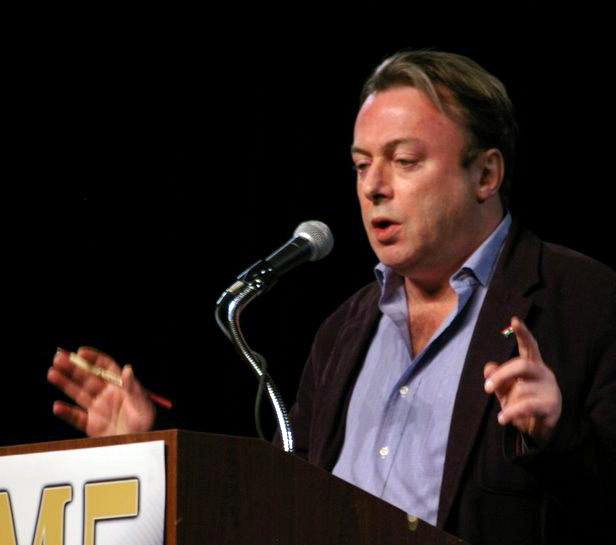
Christopher Hitchens, jurnalist și autor al cărții God is not Great

Cu excepția religiilor mai noi, precum Raëlismul, Mormonismul, Scientologia și Credința Bahá'í, majoritatea religiilor au fost formulate într-o perioadă când originile vieții, funcționarea corpului omenesc și natura stelelor și planetelor erau mai puțin înțelese. Sistemele religioase au încercat să adreseze probleme emoționale personale importante și au încercat să explice o existență înfricoșătoare, adesea printr-o narațiune dramatică, scoțând în evidență modul în care lumea și comunitatea lor au ajuns să fie.
Aceste narațiuni au erau menite pentru a oferi consolare și un sentiment de relaționare cu forțe mai mari. În acest sens, ele au deservit mai multe funcții importante în societățile antice. Exemplele includ opiniile pe care multe religii le-au avut în mod tradițional față de eclipsele de lună si de soare și aparițiile cometelor (forme ale astrologiei.
Având în vedere înțelegerea actuală în domenii ca biologia, psihologia, chimia și fizica, unde cunoașterea umană s-a îmbunătățit dramatic, mulți critici - printre care se numără și Sam Harris, Richard Dawkins, Christopher Hitchens și Michel Onfray - susțin că a păstra în continuare aceste sisteme de idei este absurd și irațional.
Informaticianul John McCarthy de la Stanford afirma, „De asemenea, nu avem nevoie de ipoteza dumnezeirii, pentru că știința a avut succes și știința este cea mai bună abordare pentru rezolvarea misterelor ce ne rămân”. Cu toate acestea, apologeți ai religiei precum William Lane Craig, pretind că există argumente rezonabile care să susțină existența lui Dumnezeu.

### Virusurile minții

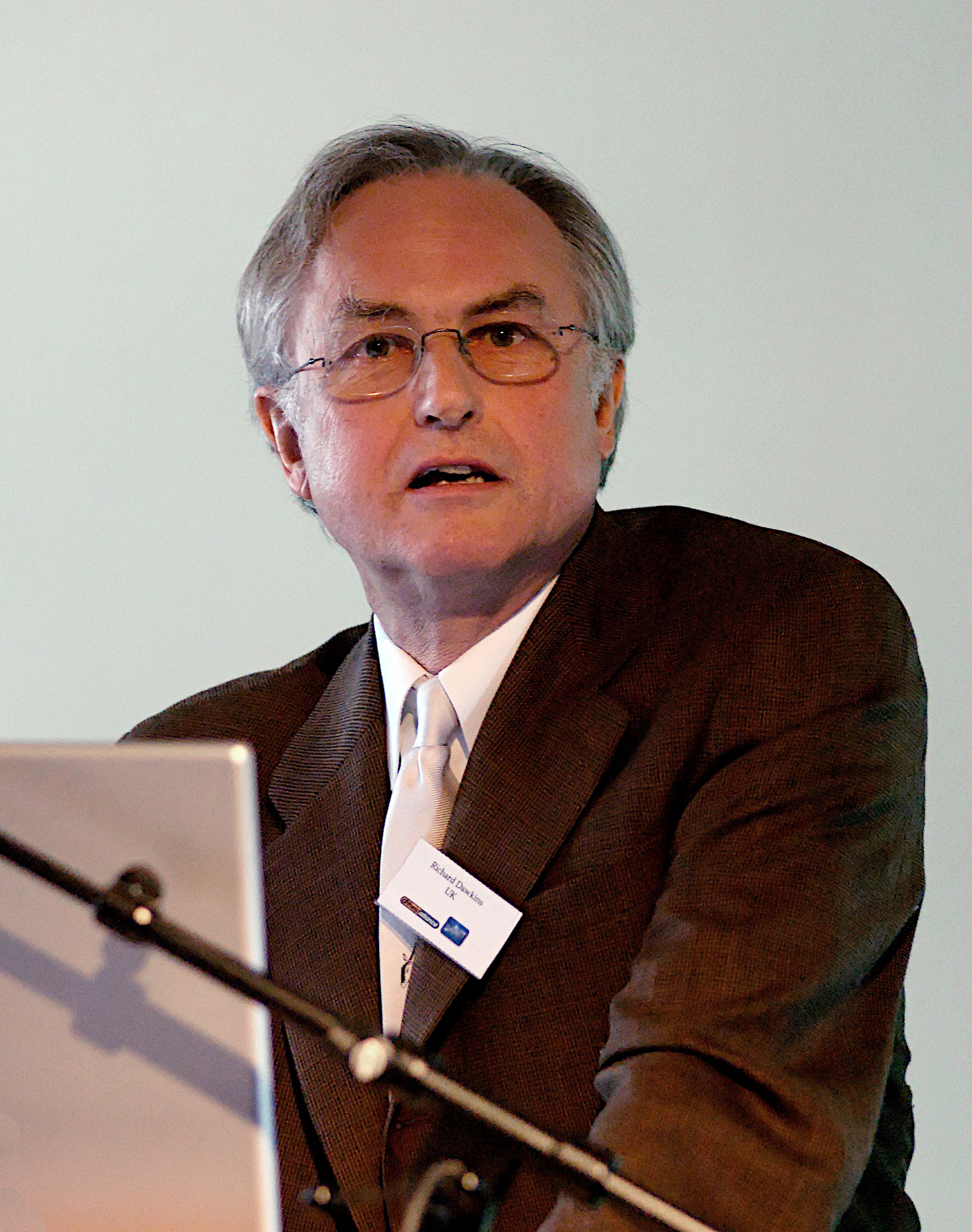
Richard Dawkins, autor al cărții The God Delusion

În cartea sa din 1976, Gena Egoistă, Richard Dawkins a inventat termenul meme pentru a descrie unitățile informaționale ce pot fi transmise prin cultură, în mod similar cu genele. El a folosit ulterior acest concept în eseul „Virusuri ale minții” pentru a explica persistența ideilor religioase în cultura umană.
Dawkins susține că ideologiile religioase sunt un set de idei și concepte care lucrează împreună pentru a asigura perpetuarea și proliferarea religiei însăși. De exemplu, concepte importante din creștinism îi educă pe copii să devină creștini și să urmeze porunca evanghelizării și doctrina monoteistă. Acestea sunt concepute să lucreze împreună pentru a proteja religia de competiția cu alte meme. În acest context, religia este criticată ca fiind maladaptativă, în sensul ca îl poate determina pe purtătorul respectivei meme să acționeze irațional, să risipească resurse și să simtă vină, frică și alte emoții negative fără un motiv real.

## Consecințe negative ale religiei asupra societății

### Acte de violență cu substrat religios
De la intoleranță până la războaie, în numele religiei au fost comise numeroase crime și atrocități, printre care:
- Persecuția lui Nero asupra creștinilor din orașul Roma.
- Sacrificii umane la azteci: peste 20.000 de oameni erau uciși anual în vederea îmbunării zeilor.[34]
- Jihadul: mișcare islamică caracterizată prin violență, intoleranță și fundamentalism, căreia, printre multe alte crime, i se atribuie și Atentatele din 11 septembrie 2001, soldat cu moartea a circa 3.000 de oameni.
- Cruciadele (secolele XI - XIII): numai în prima cruciadă (1099) au fost masacrați circa 30.000 - 70.000 de locuitori.
- Inchiziția, cunoscută prin actele de tortură asupra adversarilor Bisericii Catolice.
- 1500 - 1800: Crimele comise de membrii sectei indiene Thuggee: circa două milionane de persoane strangulate.
- Crimele comise de Ivan cel Groaznic.[35]
- 1572: Noaptea Sfântului Bartolomeu: catolicii francezi au masacrat 3.000 - 10.000 de hughenoți.
- 1690: Vânătoarea de văjitoare a puritanilor din Massachusetts.
- 1857: Masacrul de la muntele Meadows,[36] în care un grup de mormoni ucid peste 100 de persoane, printre care și femei și copii.
- 1859: Masacrul din Burma,[37] când peste 100 de persoane au fost îngropate de vii pentru a sfinți noua capitală a regatului.
- Sinucideri rituale promovate de diverse culte cum ar fi:
  - 1978: Templul Popoarelor- 920 de persoane care s-au sinucis.
  - 1994 - 1997: Ordinul Templului Solar - 74 de morți.
  - 1997: Heaven's Gate - 39 de sinucideri.

### Atitudinea față de femei

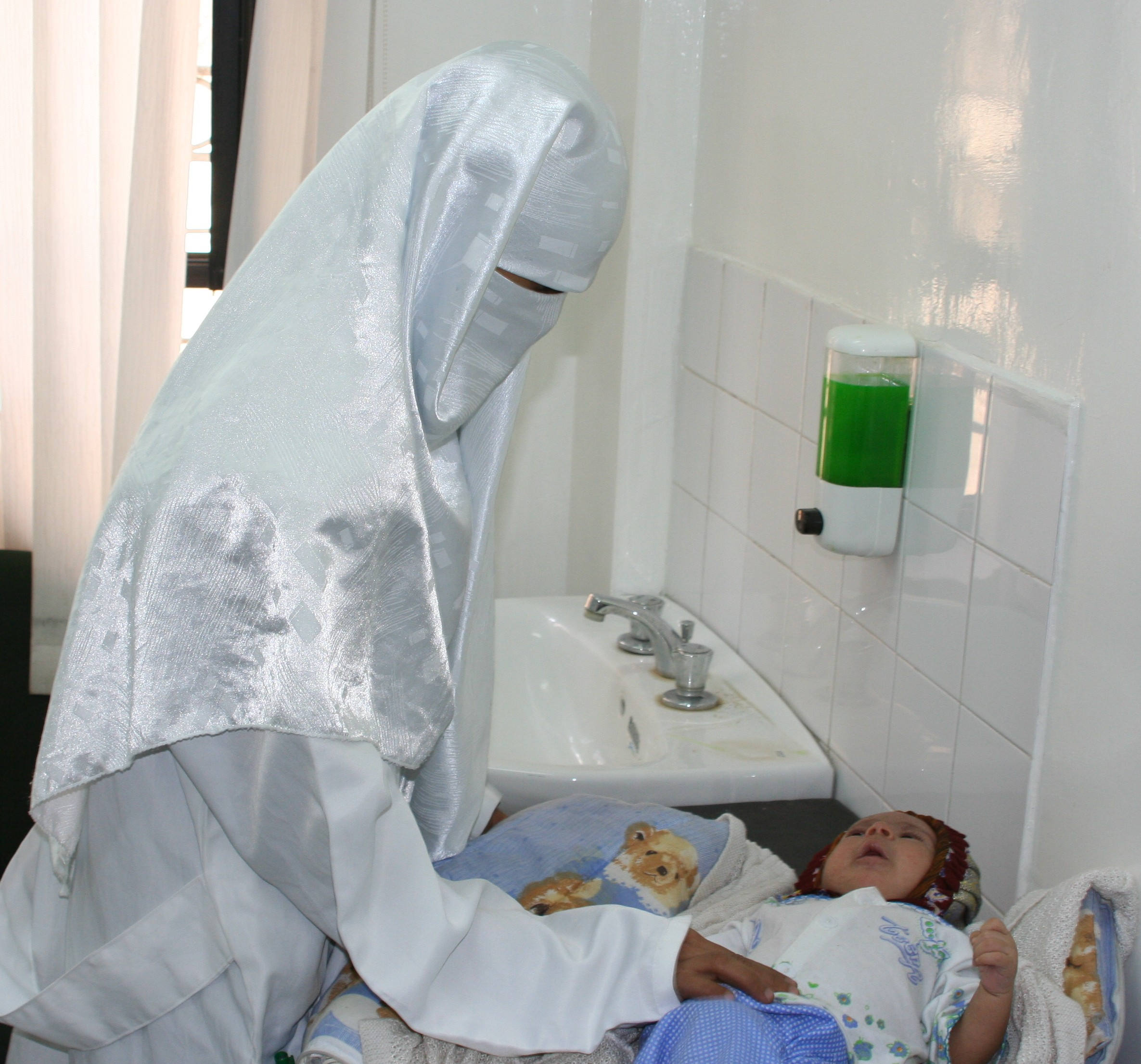
În unele țări musulmane, femeile poartă hijab-uri sau niqab-uri ce le acoperă aproape toată suprafața corpului.

Există rapoarte conform cărora Islamul încurajează pedepsirea femeilor care au fost violate, după cum dovedește un caz de viol din Arabia Saudită, în care victima a fost condamnată la o pedeapsă de 90 lovituri de bici, pentru că s-a urcat într-o mașină cu un bărbat străin, neînrudit cu aceasta. 
Hitchens și Națiunile Unite susțin de asemenea că Islamul este folosit pentru a justifica mutilări și modificări dureroase și nenecesare ale organelor genitale ale femeilor, pornind de la privarea de satisfacție sexuală pentru a descuraja adulterul, asigurarea virginității pentru soți sau reconstruirea himenului pentru a da impresia de virginitate.

#### Vânătorile de vrăjitoare
Procesele vrăjitoarelor din perioada inchiziției creștine (1480-1800) de obicei se terminau cu torturarea sau omorârea presupusei vrăjitoare. Unele dintre ele au fost inspirate de versete din Vechiul Testament, Exodul 22:18, unde se recomandă: „Pe vrăjitori să nu-i lăsați să trăiască! ”. Aceste procese erau nedrepte, vrăjitoria era de cele mai multe ori nedovedită, iar procesele erau în general folosite pentru a pedepsi femei independente și asertive, precum moașele  sau activistele.
Astfel, în perioada 1474 - 1782, prin acțiunea inchiziției de prigonire a vrăjitoarelor au fost ucise între 40.000 și 60.000 de persoane.